# 幾原邦彦
幾原 邦彦（いくはら くにひこ、男性、1964年12月21日 - ）は、日本のアニメ監督、音楽プロデューサー、小説家、漫画原作者、ラジオパーソナリティ。日本映画監督協会会員。

## 略歴
- 1985年 - 京都芸術短期大学（のちの京都芸術大学）卒業。
- 1986年  - 東映動画（現・東映アニメーション）へ第二期研修生として入社。『メイプルタウン物語』に制作進行・演出助手のひとりとして参加。のちに初代『美少女戦士セーラームーン』のシリーズディレクターを務める佐藤順一の下で数々のアニメ制作に携わる[3]。
- 1990年 - 『もーれつア太郎（1990年版）』第18話「王子と玉子どちらがえらいのココロ!?」で演出デビュー。
- 1992年 - 『美少女戦士セーラームーンシリーズ』のシリーズディレクター等を1995年まで務める。
- 1993年 - 『劇場版美少女戦士セーラームーンR』で初めて劇場用作品を手掛ける。
- 1996年 - 東映動画を退社。自ら監督するオリジナル作品の企画や制作を行うクリエイター集団「ビーパパス」を結成、主宰[4]。ビーパパスの版権管理を行うため、個人事務所・イクニを設立[3][5]。
- 1997年 - テレビアニメ『少女革命ウテナ』の監督を務める。企画・原作はビーパパス[6]。アニメーション神戸97'に於いて神戸賞を受賞[7][8][9]。
- 1999年 - 映画『少女革命ウテナ アドゥレセンス黙示録』の原案・監督を務める。第一期ビーパパス解散を宣言[注 2]。
- 2001年 - 平成13年度文化庁派遣芸術家在外研修員（メディア芸術）として1年間、アメリカ・ロサンゼルスに派遣される。以降、小説・漫画原作などの執筆や講演会、あるいは学校で教鞭を執るなど、アニメ以外の活動が目立つようになる[3]。
- 2006年 - 『ノケモノと花嫁』の企画・制作を行うクリエイター集団「クリエーターズ・モイ」を結成。ファッション誌「KERA」に『ノケモノと花嫁』を連載。キャラクターのファッションを映画 『下妻物語』のBABY, THE STARS SHINE BRIGHTとコラボレートする。
- 2007年 - フジテレビのノイタミナ枠にて放映された『のだめカンタービレ』のOP映像の演出を手がけたのを皮切りに、いくつかの作品の絵コンテやOP演出にも参加[3]。文化庁メディア芸術祭において2009年まで審査委員を務める[要出典]。
- 2011年 - テレビアニメ『輪るピングドラム』の監督を務める。原作・原案は「イクニチャウダー」名義[10]。監督作品としては、『少女革命ウテナ』劇場版以来、12年ぶり[3]。
- 2015年 - テレビアニメ『ユリ熊嵐』の監督を務める。原作・原案は「イクニゴマモナカ」（漫画は「イクニゴマキナコ」）名義[10]。
- 2019年 - テレビアニメ『さらざんまい』の監督を務める。原作・原案は「イクニラッパー」名義[10]。

## 人物
- エヴァンゲリオンシリーズの庵野秀明や『機動戦艦ナデシコ』の佐藤竜雄らと並び、1990年代の日本を代表するアニメーション監督の一人[11]。代表作としては『美少女戦士セーラームーンR』『少女革命ウテナ』『輪るピングドラム』などが挙げられる[11]。
- 学生時代、テレビ放送されていた『哀しみのベラドンナ』を偶然観て、アニメーションを意識するようになった[12]。従って、アニメーションは元から好きだった[13]。
- 影響を受けたアニメーション監督として、出崎統や押井守の名を挙げている[11][14]。押井作品で一番好きな作品は、舞台劇の演出を取り入れたコメディでアバンギャルドと娯楽性を両立された『御先祖様万々歳!』とのこと[15]。
- 幾原から影響を受けたアニメ監督も細田守[16]、五十嵐卓哉、長濱博史[17]など数多く、脚本家の榎戸洋司[注 3]や大河内一楼[注 4]などのように、幾原自身によってその才能を見出された者も少なくない[3]。
- 庵野秀明も幾原に惚れ込んだ人間のひとりであり、彼が『エヴァンゲリオン』以降、急に演劇的要素を取り入れるようになったのは幾原の助言によるものである[20]。
- 学生時代に日本を代表する劇作家のひとりである寺山修司の劇団「天井桟敷」に傾倒していたことから、同劇団の音楽担当であるJ・A・シーザーと親交があり、自作『少女革命ウテナ』にも起用している[11]。
- 母子家庭で育った。学校では同級生を軽蔑しており、「早く大人になって、早くそこから抜け出たかった」と述べている[21]。自身の作品は母も鑑賞しており『ウテナ』は「わけわからん」と言われているが、『ピングドラム』は評価されている[22]。
- 「プラモを作るのが好きだった。絵を描くのが得意だった。女の子にもてていた。女の子と『チュー』するよりプラモや絵を貯めることを好んだ」[21]、「学生時代は剣道部であったが、とにかく暗かった」と語っている[13]。
- グラフィックデザイナーに憧れていたが、バイトで仕事をすると個性のぶつかり合いで、その怖さにびびってしまい断念する[13]。
- 学生時代から映像を作ったりはしていたが、それを生業にするのはリアリティがなかった[23]。労働環境的にシビアだと分かっていたし、門戸が狭くて、関西にいた時に映画会社の採用試験に潜り込んだこともあったが、競争率の高さに「自分は無理だな」と思っていた[23]。実写映画監督も兼任しようと思った時期もあったが、「助監督になれるまで20年かかる」と聞き、断念した[13]。
- アニメ業界に入った理由は「楽そうだったから」[13]。アニメを仕事にしたいとは大して思っていなかった[13]。大学の頃、たまたま東映動画の演出採用試験案内を見て、一回東京に行ってみたくて冷やかし半分に研修生試験を受けたところ、論文のための原稿用紙に絵を描いたりしていたのに合格した[23][21]。後で合格した理由を聞いたところ、実技試験の結果と、労働環境が過酷で皆すぐ辞めるのでいろいろなタイプの人間を採用しておく方針だったからと聞かされた[23]。
- メディアに出る際は前髪を金髪のメッシュに染め、原色を生かした服装で出演する場合が多い。これは、「作品に興味を持ってもらう為に制作する側に注目されるようにするのは不必要な方法ではない」という考えから来ている[24]。その派手なルックスから、メディアでは“アニメ界のヴィジュアル系”という冠で紹介されることがある（さいとうちほ曰く「アニメ界の小室哲哉」[25]、佐藤順一曰く「どうすれば目立つかということを色々考えていた人」[26]）。
- 『新世紀エヴァンゲリオン』の登場人物、渚カヲルのモデルだという説がある[注 5]。
- 辻村深月の小説『ハケンアニメ!』の中心人物の一人であるアニメーション監督・王子千晴のモデルと言われ、単行本には幾原による謝辞も掲載されている[28]。
- ファンからは「イクニ」という愛称で呼ばれ、自身のホームページやブログ、ツイッターでも用いている。
- 自身を「褒められて伸びるタイプ」と語る。
- TVアニメ「さらざんまい」のラジオ番組「ぷれざんまい」にメインパーソナリティとして出演[29]。
- 日本のサブカルチャーが海外で評価される理由として、米国のポップカルチャーの二極化を挙げており、「アンダーグラウンドとディズニー的なものに分かれている。まさにそこがつまらない」と述べて、米国の娯楽文化の取りこぼしを、日本の娯楽文化が拾い上げているからだと分析している[30]。

## 作風
作品において、少女向け変身ヒロインものや学園もの、同性の友愛を描くジャンルを横断しながら、ファンタスティックかつシュールな雰囲気のなかで、哲学的なテーマを扱っている。また、「百合」のような「ホモソーシャルな関係性」を現代における「システムへの抵抗」の契機として表現した草分け的存在である。『魔法少女まどか☆マギカ』についても幾原の影響が論じられることがある。
技巧派である幾原の強みは「テーマ性」と「映像表現」、そして「演出」であるが、その真髄はそこで繰り広げられる「ヒューマンドラマ」である。
作品は「ルーティンワークでやらない」ことを信条にしている。先人たちが長い時間をかけて作ったルールだが、そのルール内では自分が考えている作品は出来ないし、はみ出したところに「何か」があると分かっているから。
アニメーション監督としては、「セル画の枚数・作画の力に頼らずに面白い物を作る」ことをポリシーとしている。その信条を元に、独特の止め絵、バンクのトリッキーな使い方・ギャグ演出などを得意とする。師匠格にあたる佐藤順一は、「シナリオが直せないなら直せないなりの、作画が期待できないなら期待できないなりの、制作現場に対応した絵コンテを描ける人」と評している。
演劇にも造詣が深く、その手法を模した映像表現には定評がある。
象徴表現を好む作家であり、一般的な意味合いにおけるリアリティよりも抽象的な描写を選び、シリアスな出来事にも心理的なアプローチを行おうとする志向性を持つ。それゆえ、ハッタリを効かせたり、メタファーやメタフィクションを多用したりしがちである。現実世界における物理法則や外的必然性ではなく、作品世界における内的必然性に従って描こうとする傾向があり、意図の読み難い演出や現実と時系列順的にはありえないような不自然な展開が多い。これは、「リアリズムよりも抽象化された画面の方がテーマが伝わる」、「シリアスな出来事を、ありのままに描くのはつまらない」と考えているからである。
難解な作風は意識的ではなく、「自分が見ていて良いと思うものにカメラを向け、ピュアでいようとしたら自然にそうなった」「描写の対象には、普段みんながわかっているのに語らない部分、見て見ぬふりをするものを選んでいる」と語る。
敵役を描く上では、そのキャラクターに「プライベートな生活感がある、一種の人間臭さ」を出すように気を使っている。作品を見ている視聴者が「主人公と戦っていない時は、たぶんこんなことをやっている」と簡単に想像できる程の背景を描く様に心がけている。
作品の登場人物の名前に、ある程度の縛りを設ける事が多い。

## 評価
長谷川眞也は「すごく能動的な演出家で、原画1カット毎に対して、アニメーターとコミュニケーションを図ってくる。しかし、その1カットが彼の考える演出方法論の範囲内であれば、絵に自由度を持たせてくれた」と評している。

## 作品

### テレビアニメ
- 『メイプルタウン物語』（1986-1987年） - 制作進行、演出助手
- 『新メイプルタウン物語 パームタウン編』（1987年） - 演出助手
- 『ミュータント・タートルズ』（1987年） - 4話演出 ※Yoshikatsu Kasai（笠井由勝）名義[36]
- 『闘将!!拉麵男』（1988年） - 制作進行、演出助手
- 『悪魔くん』（1989年-1990年） - 、演出助手、スポットCM演出、メイン・サブタイトル題字[37]
- 『もーれつア太郎 (1990年版)』（1990年） - 演出助手、18, 26話演出
- 『きんぎょ注意報!』（1991-1992年） - 4, 13, 21, 25, 30, 38, 43, 49, 54話演出
- 『美少女戦士セーラームーン』（1992-1993年） - 6, 11, 15, 21, 26, 31, 36, 46話演出
- 『美少女戦士セーラームーンR』（1993-1994年） - シリーズディレクター（60話から）、51, 60, 68話演出
- 『美少女戦士セーラームーンS』（1994-1995年） - シリーズディレクター、103, 110, 117話演出
- 『美少女戦士セーラームーンSuperS』（1995年-1996年） - シリーズディレクター、128, 137, 150, 159, 166話演出
- 『少女革命ウテナ』（1997年） - 原案、監督、OP, 1話絵コンテ、35話作画修正（HDリマスター盤）[38]
- 『のだめカンタービレ』（2007年） - OP絵コンテ・演出
- 『俗・さよなら絶望先生』（2008年） - 4話エンドカード
- 『ソウルイーター』（2008-2009年） - 29話絵コンテ
- 『青い花』（2009年） - OP, 5, 6, 11話絵コンテ[注 7]、OP演出 ※本編絵コンテは渦薪かい名義
- 『輪るピングドラム』（2011年） - 監督、シリーズ構成・脚本、音響監督、OP1絵コンテ・演出、OP2, 1, 5, 11, 12, 13, 14, 15, 16, 17, 21, 22, 23, 24話絵コンテ、24話演出
- 『ココロコネクト』（2012年） - ED3絵コンテ・演出
- 『BROTHERS CONFLICT』（2013年） - ED絵コンテ・演出
- 『ユリ熊嵐』（2015年） - 監督、シリーズ構成・脚本、音響監督、EDコンテ・演出、1, 2, 7, 12話絵コンテ
- 『ノルン+ノネット』（2016年） - OP絵コンテ
- 『さらざんまい』（2019年） - 監督、シリーズ構成 ・脚本、音響監督

### 劇場版アニメ
- 『まじかる☆タルるートくん』（1991年） - 監督助手
- 『劇場版 美少女戦士セーラームーンR』（1993年） - 監督
- 『機動戦艦ナデシコ -The prince of darkness-』（1998年） - 友情協力
- 『少女革命ウテナ アドゥレセンス黙示録』（1999年） - 原案、監督、絵コンテ
- 『RE:cycle of the PENGUINDRUM 前編/後編』（2022年） - 監督[39]

### OVA
- 『TOKUMAアニメ絵本 はないちもんめ』（1990年） - 演出助手
- 『宇宙皇子 天上編』（1990-1992年） - 助監督
- 『トップをねらえ2!』（2004-2006年） - 2話絵コンテ
- 『のだめカンタービレ 巴里編（OAD）』（2009年） - 絵コンテ ※渦薪かい名義

### 舞台
- 『ミュージカル・少女革命ウテナ』（1997年） - 原案、監修、脚色
- 『月蝕歌劇団公演・少女革命ウテナ魔界転生黙示録編〜麗人ニルヴァーナ来駕〜』（1999年） - 原案、プロデュース、監修
- 『劇団FANTASY ADVENTURE公演・少女革命ウテナ〜コロス幻想生命体〜』（2000年） - 原案、監修
- 『ミュージカル・少女革命ウテナ〜白き薔薇のつぼみ〜』（2018年） - スーパーバイザー
- 『ミュージカル・少女革命ウテナ〜深く綻ぶ黒薔薇の〜』（2019年） - スーパーバイザー
- 『さらに「さらざんまい」〜愛と欲望のステージ〜』（2019年） - スーパーバイザー
- イクニプロデュース Reading in the dark『春琴の佐助』（2024年）総合演出・脚本

### CD
- 少女革命ウテナ『絶対進化革命前夜』（1997年） - ボーカル
- 少女革命ウテナ『バーチャルスター発生学』（1997年） - ボーカル
- 少女革命ウテナ『体内時計都市オルロイ』（1998年） - ボーカル
- 少女革命ウテナ『麗人ニルヴァーナ来駕 ボクのアンドロギュヌス』（1999年） - ボーカル
- 川上とも子ファーストアルバム『ADOLESCENCE DOLL』（1999年） - プロデュース
- Schell:Bullet『サナフス68』（2000年） - プロデュース、ボイスナレーション
- 少女革命ウテナ『少女革命ウテナ コンプリートCD-BOX』（2008年） - スーパーバイザー
- 輪るピングドラム vol.8 特典ドラマCD（2012年） - 貝国人
- さらざんまい挿入歌（2019年） - 作詞
  - 『さらざんまいのうた』『カワウソイヤァ』『ふたりの箱は届かない』『トオイ・マネー』『僕はリコーダー』

## 出版物

### 小説
- 『シェルブリット』 - 幾原邦彦・永野護（共著）
  - 単行本（角川書店、1999-2000年、全2巻）
  - 文庫本（角川文庫、2011年、全2巻）
- 『ノケモノと花嫁』 幾原邦彦
  - 「KERA」2006年2月号から2007年9月号まで連載（未単行本化）。
- 『輪るピングドラム』（幻冬舎コミックス、2011-2012年、上・中・下巻） - 幾原邦彦・高橋慶（共著）
- 『ユリ熊嵐』（幻冬舎コミックス、2015年、上・下巻） - 幾原邦彦・伊神貴世・高橋慶（共著）
- 『さらざんまい』（幻冬舎コミックス、2019年、上・下巻） - 幾原邦彦・内海照子（共著）

### 漫画
- 『ノケモノと花嫁 THE MANGA』 - 幾原邦彦（原作）、中村明日美子（作画）
  - ノケモノと花嫁 THE MANGA（幻冬舎コミックス、2009-2020年、全8巻）
  - ノケモノと花嫁 完全版（バーズコミックス スペシャル、2022年、全4巻）
- 『ユリ熊嵐』コミカライズ（バーズコミックス、2014-2016年、全3巻） - イクニゴマキナコ（原作）、森島明子（作画）
- 『輪るピングドラム』コミカライズ（バーズコミックス、2014-2017年、全5巻） - イクニチャウダー（原作）、柴田五十鈴（作画）
- レオとマブ 〜ふたりはさらざんまい〜（幻冬舎コミックス、2018-2019年、全1巻） - イクニゴラッパー（原作）、斎藤岬（作画）
- 『さらざんまい』コミカライズ（幻冬舎コミックス、2020年-） - イクニゴラッパー（原作）、ミギー（作画）

### アートブック
- 『でんぱ組．incアートブックコレクション 相沢梨紗×四方あゆみ キラキラって輝く星はどこにあるの』（小学館、2017年） - 相沢梨紗（モデル）、四方あゆみ（アートディレクション・撮影）、幾原邦彦（作・構成）
- 『幾原邦彦と運命の子供たち』（幻冬舎コミックス、2022年12月27日）

## 関連人物
- 庵野秀明
- 榎戸洋司
- 川上とも子
- 川村万梨阿
- さいとうちほ
- 佐藤順一
- J・A・シーザー
- ボンジュール鈴木（ユリ熊嵐のオープニングテーマ「あの森で待ってる」の作詞・作曲・歌）
- 永野護
- 中村明日美子
- 錦織博
- 長谷川眞也
- 細田守